# Dimorphanthera peekelii
Dimorphanthera peekelii är en ljungväxtart som beskrevs av Herman Otto Sleumer. Dimorphanthera peekelii ingår i släktet Dimorphanthera och familjen ljungväxter. Inga underarter finns listade i Catalogue of Life.